# Aldama, Tamaulipas
Aldama är en ort i Mexiko.   Den ligger i kommunen Aldama och delstaten Tamaulipas, i den centrala delen av landet, 400 km norr om huvudstaden Mexico City. Aldama ligger 133 meter över havet och antalet invånare är 12 292.
Terrängen runt Aldama är platt åt sydväst, men åt nordost är den kuperad. Terrängen runt Aldama sluttar söderut. Runt Aldama är det mycket glesbefolkat, med 7 invånare per kvadratkilometer. Aldama är det största samhället i trakten. Trakten runt Aldama består till största delen av jordbruksmark.